# إريك كارول
إريك كارول (بالفرنسية: Erik Karol)‏ هو مغن مؤلف فرنسي، ولد في 15 مارس 1963.

## وصلات خارجية
- إريك كارول على موقع ميوزك برينز (الإنجليزية)
- إريك كارول على موقع ديسكوغز (الإنجليزية)